# Emil Botta

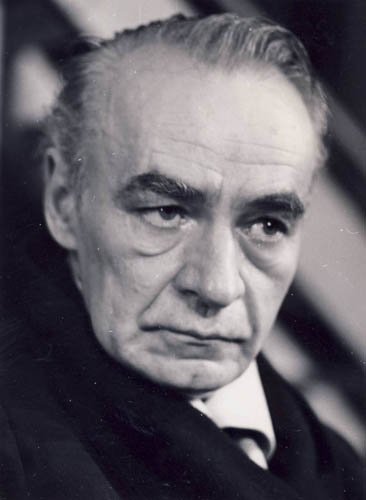
Emil Botta

Emil Botta (* 15. September 1911 in Adjud; † 24. Juli 1977 in Bukarest) war ein rumänischer Schauspieler und Lyriker.

## Leben und Karriere
Der Bruder des Essayisten Dan Botta studierte von 1929 bis 1932 am Conservatorul de Arta Dramatica in Bukarest und wurde dann Schauspieler am Nationaltheater. 1939 debütierte er als Filmschauspieler in dem Film Se aprind facliile. Ab Mitte der 1950er Jahre spielte er in zahlreichen Filmen, darunter S-a furat o bombă unter der Regie von Ion Popescu Gopo (1961), Pădurea spânzuraților unter Liviu Ciulei (1964), Faust XX (1966) und Reconstituirea unter Lucian Pintilie (1968).
Bottas erstes Gedicht Strofa ultima erschien 1929 in der Zeitschrift Bilete de papagal. Neben Mircea Eliade, Emil Cioran, Nicolae Steinhardt u. a. gehörte er der existenzialistisch geprägten Grupul Criterion an.

## Filmografie (Auswahl)
- 1939: Se aprind facliile
- 1957: Der Familienschmuck (Bijuterii de familie)
- 1961: Der Fremde an der Küste (Poveste sentimentala)
- 1965: Schach dem König (Sah la rege)
- 1965: Der Wald der Gehenkten (Padurea spânzuratilor)
- 1965: Der weiße Mohr (De-as fi... Harap Alb)
- 1966: Faust XX
- 1966: Der Aufstand (Rascoala)
- 1966: Der letzte große Sieg der Daker (Dacii)
- 1967: Untergrund (Subteranul)
- 1968: Die Rekonstruktion (Reconstituirea)
- 1968: Der Tyrann (Columna)
- 1975: Sonntag auf brennender Erde (Mastodontul)
- 1976: Premiera

## Werke
- Trântorul (Prosa) (1938, 1967)
- Poezii (1966)
- Versuri (1971)
- Un dor fără sațiu (1976)